# Kalle Anka suger pung
Kalle Anka Suger Pung utkom 1990 och var Onkel Kånkel and his kånkelbärs andra studioalbum. Det släpptes i enbart tusen exemplar. Skivan har liner-notes skrivna av Johan Kugelberg. Albumets omslag visar en manipulerad bild föreställande Lennart Hyland som sitter naken, särande på benen med en oproportionerligt stor pung och liten penis samt en bild på Kalle Anka till höger om honom.
Albumet återutgavs på CD år 2016. och trycktes igen på LP i polen ett tag

## Låtlista
1. Spetälske leffe
2. Shit on the pitt
3. Tjockfet
4. Letar efter cp'n
5. Martin Ljungs förhud
6. Sug min rock'n'roll penis
7. I Istanbul
8. Svenne hängpung
9. Tio små stjärtgossar
10. Svarte Stjärter & Sluske Pit
11. Bostadsbrist
12. Här kommer det en stjärtis
13. Cp-barn från Afghanistan
14. La Paloma
15. Knullgubben Allan
16. Jag vill se dig kräkas
17. Schnitzel Fritz
18. Aids dancing
19. Runes hund
20. Blinka lilla stjärtis
21. Runkner
22. Hawaii skjorta
23. Stjärtis on the run
24. Börja knarka börja böga